# Sizzo de Noris (Adelsgeschlecht)

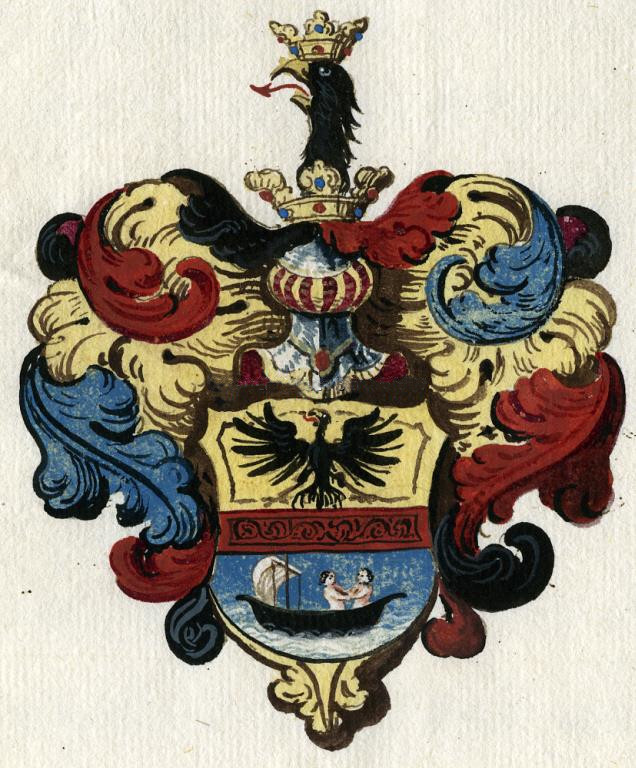
Stammwappen der Sizzo (1654)

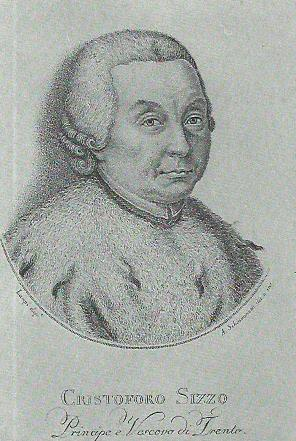
Cristoforo Sizzo de Noris

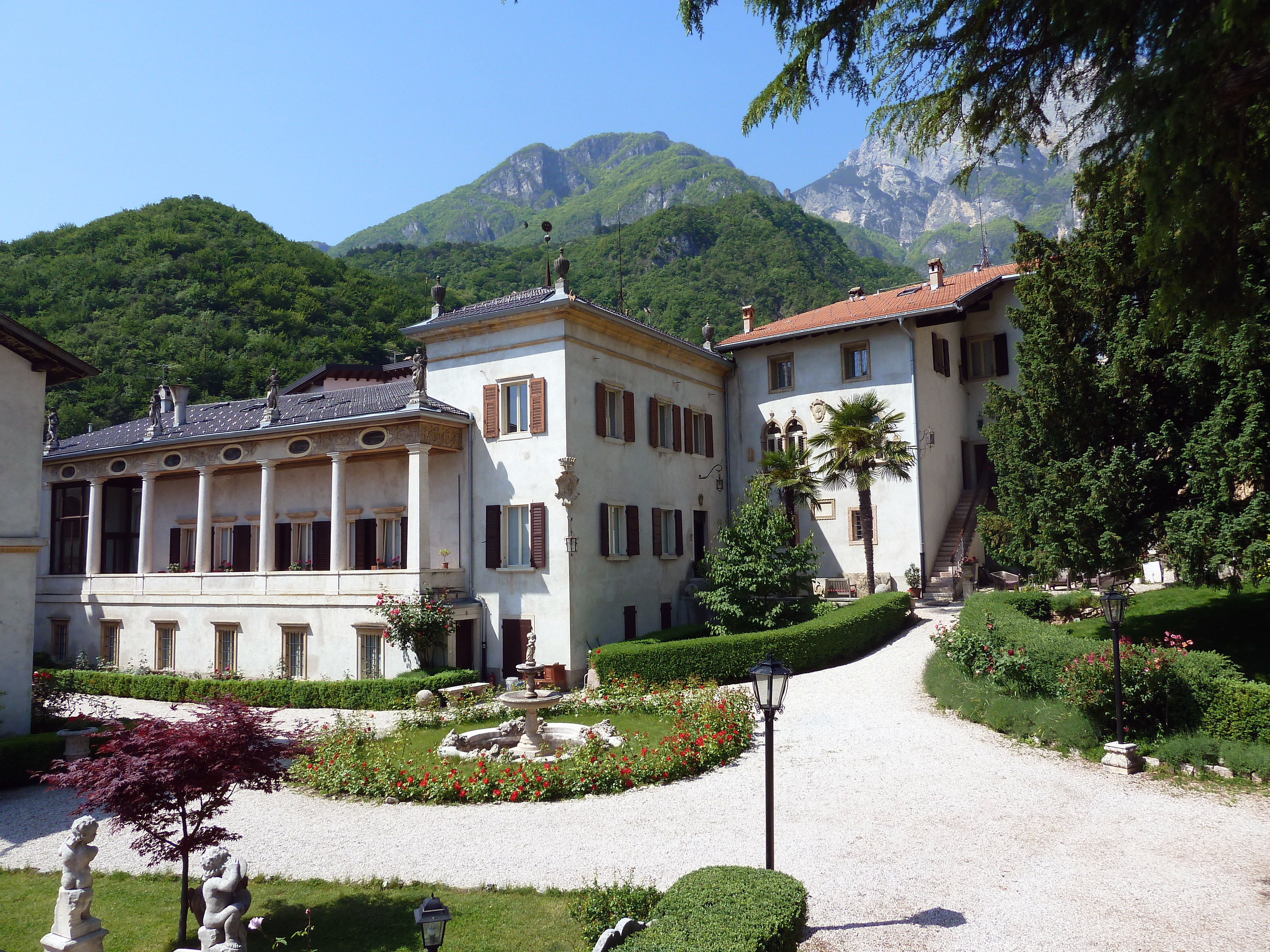
Villa Sizzo de Noris

Sizzo de Noris (deutsch gelegentlich auch Sizzo von Noris) ist der Name eines tirolischen Adels- und Patriziergeschlechts, das in den erbländisch-österreichischen Grafenstand erhoben wurde.

## Geschichte
Der Überlieferung nach führen sich die Sizzo de Norris auf die Sizzi aus Florenz zurück, die dort schon im 11. Jahrhundert vorkommen und sich auf einen Ranieri di Sizio zurückführen, dem in einer Urkunde vom 8. Januar 1084 gedacht wird. 1348 wurde das gesamte Geschlecht in Florenz durch die Pest ausgerottet. Ende des 14. Jahrhunderts versuchte ein Michele di Sizio seine Abstammung von den Sizzi nachzuweisen. Mit dessen Nachkommen Johann Sizzo († 17. April 1660 in Florenz) ist die Linie erloschen. Wegen der fehlenden Stammfolge bleibt eine Verwandtschaft zu der in Tirol blühenden Familie Sizzo di Noris fraglich. Letztere ist seit dem 16. Jahrhundert in Trient nachweisbar. 
Am 6. März 1649 erlangten die Sizzo de Noris den tridentischen Adelsstand und eine Wappenbestätigung sowie am 6. Oktober 1654 in Wien den erbländisch-österreichischen Adelsstand. Johann Jakob von Sizzo und seine Söhne Anton, Johann Baptist und Franz Vigil verlieh der bayerische Kurfürst Ferdinand Maria als Reichsvikar am 3. Mai 1658 in München das erbliche kleine Palatinat. Als bedeutendster Angehöriger trat Cristoforo Sizzo de Noris in den geistlichen Stand und regierte von 1763 bis 1776 als Fürstbischof von Trient. Von Kaiserin Maria Theresia erlangte die Familie am 18. Januar 1774 in Wien den erbländisch-österreichischen Grafenstand, darauf folgte am 9. Mai 1774 die tridentinische Anerkennung. Im 19. Jahrhundert blühten noch zwei gräfliche Linien. Gustav Heinrich Maria Graf Sizzo de Noris wirkte als Diplomat und erster österreichischer Statthalter des Ritterordens vom Heiligen Grab zu Jerusalem.

## Wappen
|  | Wappen der Grafen Sizzo von Noris nach Konrad Tyroff |
|  | Blasonierung: „Quadrierter Schild vor einem roten Querbalken durchzogen und mit einem Mittelschilde belegt. Feld 1 und 4: in Gold ein schwarzer Adler; 2 und 3: in Blau auf grün gemalter Flut ein Boot mit weißen Segeln, worin zwei nackte, sich umarmende Knaben sitzen. Mittelschild. In Silber ein aufrechter schwarzer Anker.“ |
|  | |

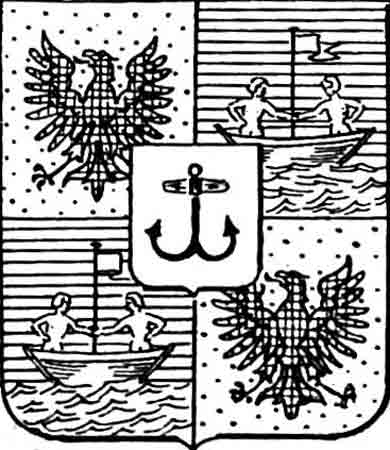
Geviertes Wappen der Sizzo de Noris
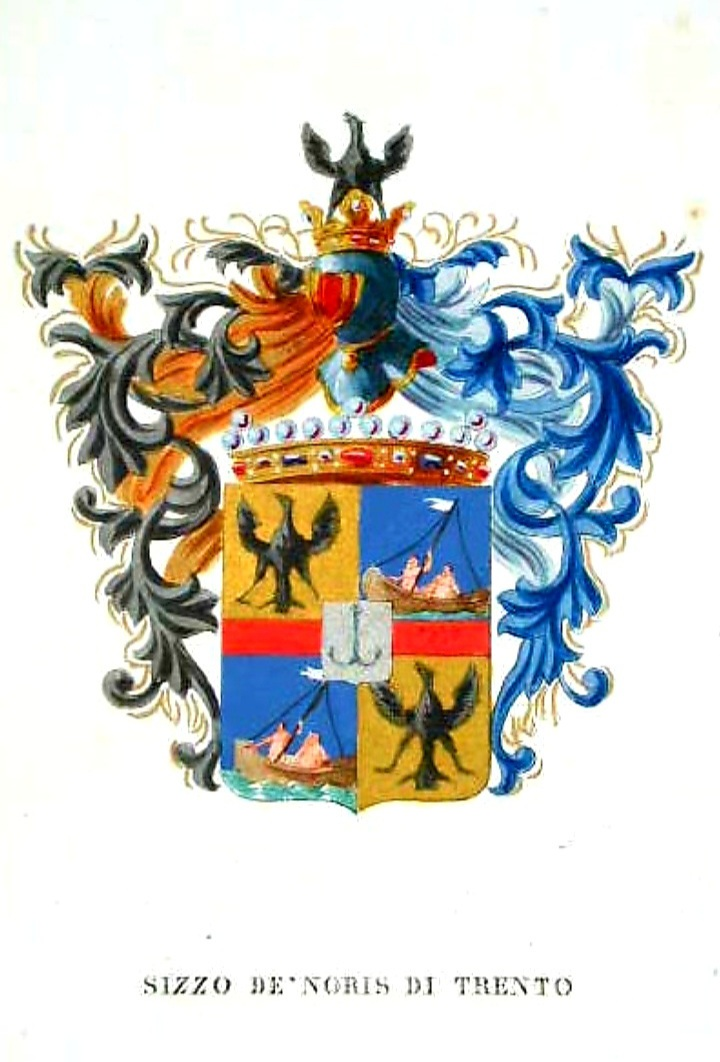
Geviertes Wappen (Vollwappen) der Sizzo de Noris di Trento (zu Trient)
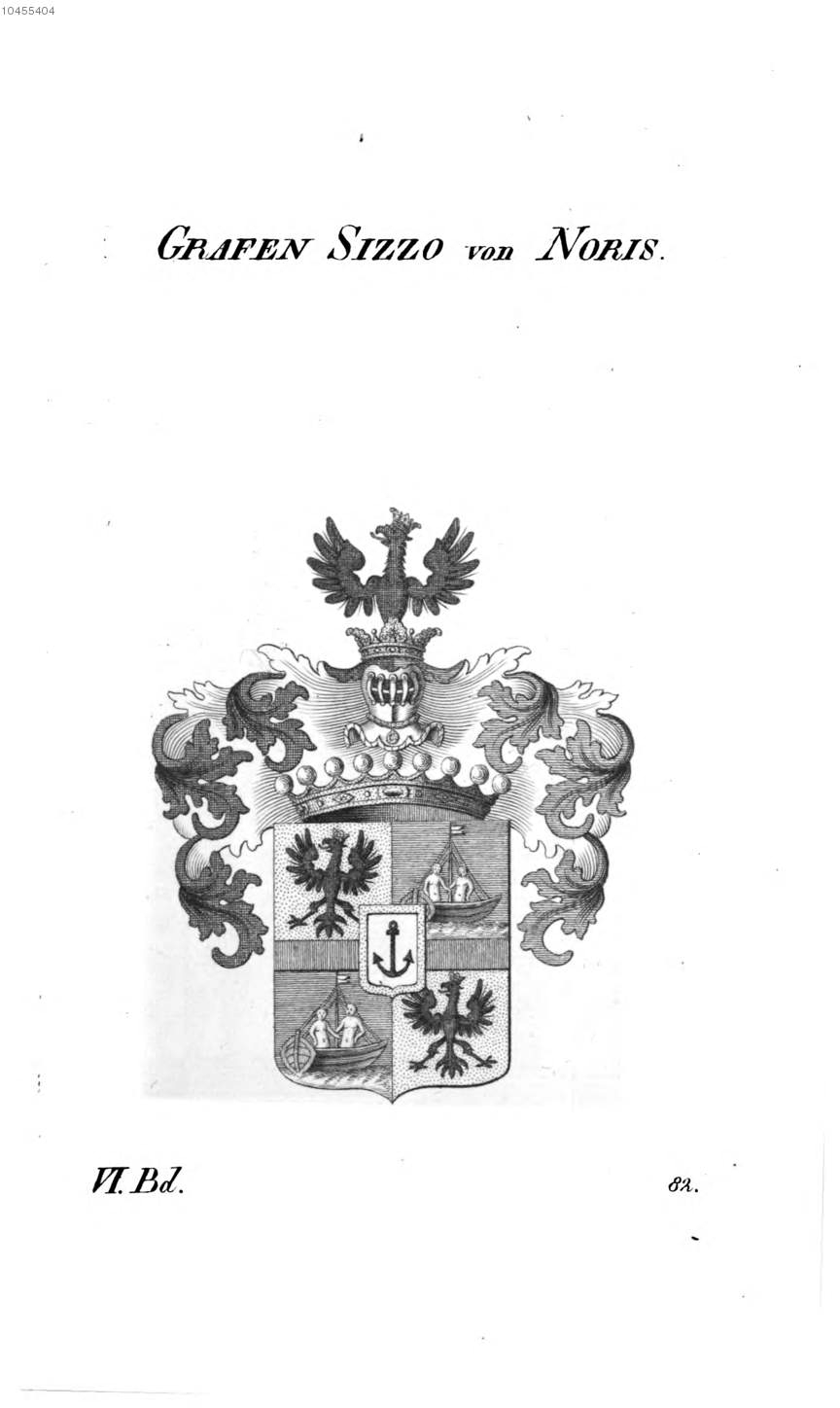
Wappen der Grafen Sizzo von Noris bei Tyroff
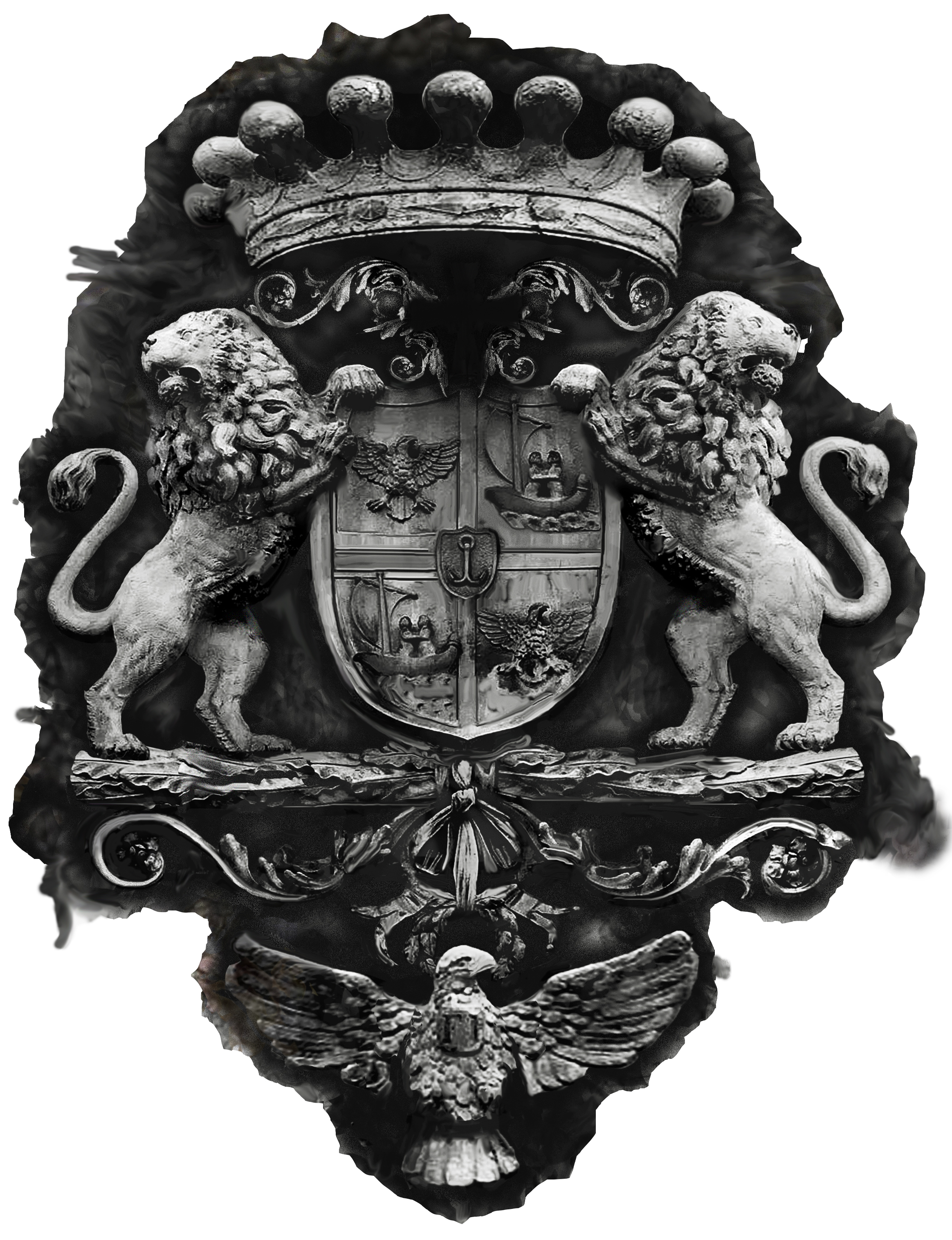
Grafenwappen am Palazzo Manci in Trient

## Genealogie (Auswahl)

### I. Linie
1. Joseph (* 21. März 1805, † 4. Januar 1864),  Herr von Castell-Ossana, ⚭ Elisabeth Gräfin Sellasa
  1. Eduard (* 17. Oktober 1835), Herr und Landmann in Tirol, Patrizier von Trient, Ehrenritter des Malteser-Ordens, k. k. Kämmerer und Rittmeister in der Reserve bei Kaiser Alexander II. von Russland-Ulanen Nr. 11, Chef des Hauses
  2. Charlotte (* 25. Februar 1832), ⚭ 16. Februar 1870 Alexander Baron von Tiesenhausen
  3. Isabella (* 14. März 1834), ⚭ 24. September 1865 Franz Negri nobile die San Pietro, k. k. Bezirkshauptmann in Cles
  4. Heinrich (* 11. November 1841), k. k. Kämmerer und Rittmeister in der Reserve bei König von Württemberg-Husaren Nr. 6, Tiroler Landtags-Abgeordneter, ⚭ 15. April 1868 Maria Freiin von Heine-Geldern (* 8. April 1848)
    1. Joseph (* 14. März 1869)
    2. Eduard (* 22. Februar 1870)
    3. Gustav Heinrich Maria (* 14. Februar 1873; † 1. Februar 1943), Diplomat, Statthalter des Ritterordens vom Heiligen Grab

  5. Christoph (* 24. Juli 1856), Zögling der Theresianischen Ritter-Akademie.
2. Walburga (* 25. Januar 1804; † 25. September 1863), ⚭ 5. Mai 1828 Liberale Graf Richieri von Sedrano, Fiume und Vallenoncello

### II. Linie
1. Philipp († 12. November 1864), Patrizier von Trient  
  1. Dominik (* 1819)
  2. Fanny (* Trient)
  3. Franz (* 19. Juni 1822), Patrizier von Trient, k. k. Bezirkskommissar Trient[1]